# Stits SA-2A Sky Baby

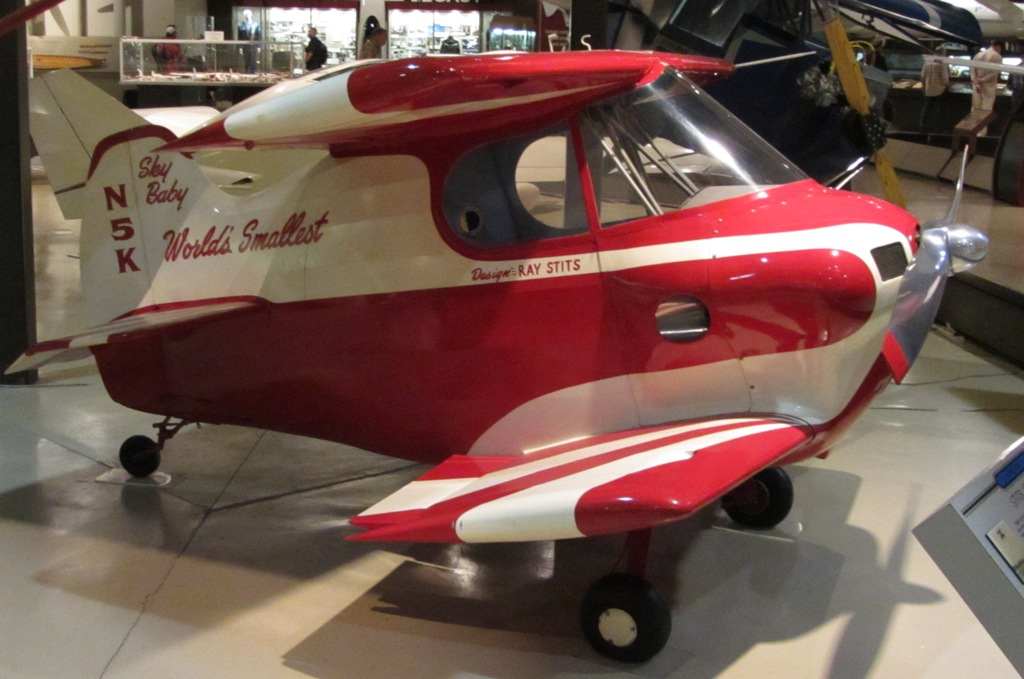
Stits SA-2A Sky Baby

Le Stits SA-2A Sky Baby est un avion de construction amateur conçu dans le but d'obtenir le titre de  « plus petit du monde ».

## Conception et développement
Le Sky Baby a été conçu par Ray Stits et construit avec Bob Starr comme un successeur du Stits Junior. L’avion est un biplan en cantilever à un seul moteur avec un train d’atterrissage conventionnel. Le fuselage est constitué de tubes en acier soudés avec revêtement en toile d'avion. Les ailes supérieures ont des volets, les ailes inférieures ont des ailerons. La plupart des aéronefs utilisent un pare-feu plat entre le moteur et les pieds du pilote ; le Skybaby est configuré de manière que le pilote soit assis avec le moteur près des genoux et les pédales de gouverne de direction situées sous le carter d'huile vers l'avant du capot. Le moteur est issu d’un ERCO Ercoupe, modifié avec l’injection d’eau pour produire 112 CV (84 kW).

## Histoire opérationnelle

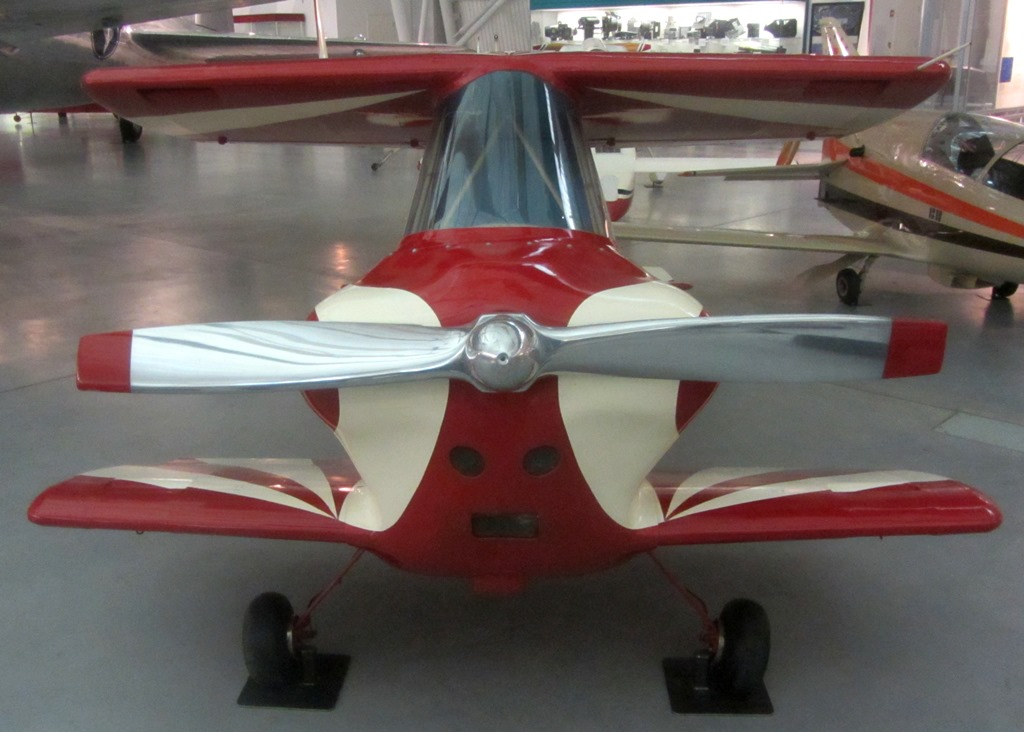
Stits SA-2A exposé au Centre Steven F. Udvar-Hazy

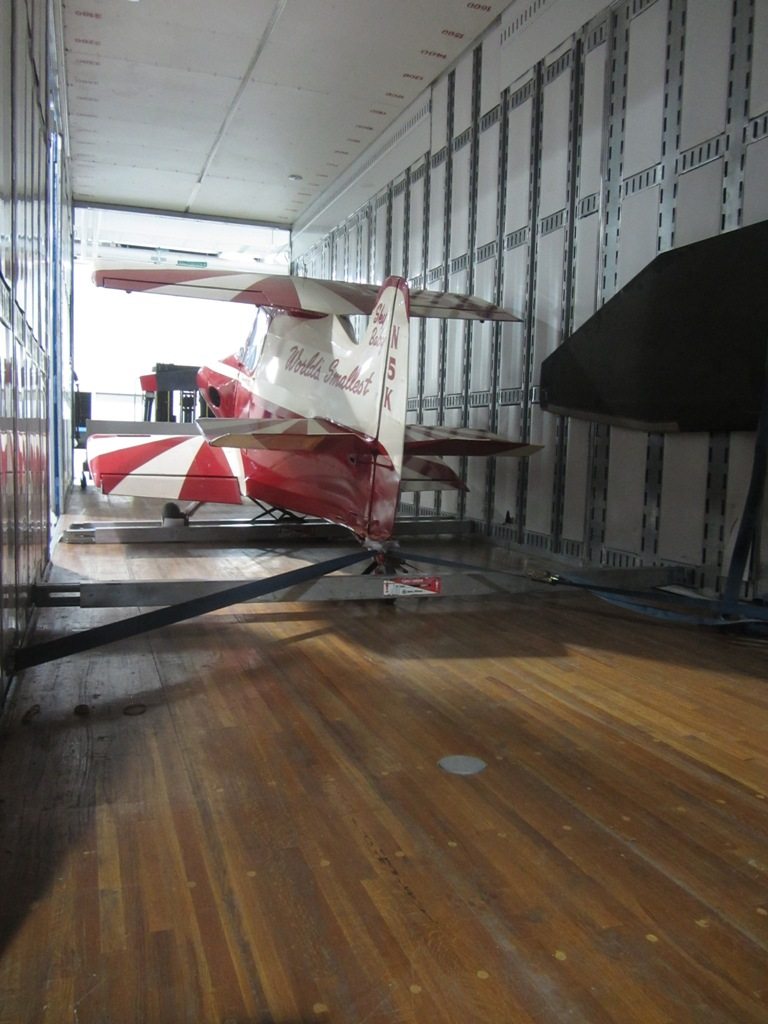
Stits Sky Baby chargé dans une remorque de la Smithsonian Institution au Centre Steven F. Udvar-Hazy

L’avion a été piloté par Bob Starr le 26 mai 1952 à Palm Springs, en Californie. L’appareil à couplage court était à l’origine construit avec un train d’atterrissage tricycle qui a été abandonné au profit d’une disposition plus légère de la roue arrière. L'avion requérait un pilote de 77 kg devant rester dans le centre de gravité de l'appareil et seuls les pilotes Starr et Lester Cole répondant aux critères avaient piloté. La procédure d'atterrissage utilise des schémas d'entrée de 201 km/h, une vitesse d'approche de 129 km/h et une vitesse de touché au sol de 89 km/h. L'avion a effectué des vols de publicité pour promouvoir un spectacle aérien. Il a pris sa retraite en octobre 1952 après 25 heures de vol.
L'avion a finalement été donné au National Air and Space Museum pour être exposé. Ray Stits était mécanicien et pilote de chasse de la Seconde Guerre mondiale, mais affirmait qu'il n'était pas ingénieur. Il a ensuite développé plusieurs modèles amateur, dont le Stits SA-3A Playboy, qui a servi de base au VanGrunsven RV-1 (en) et à des milliers d'avions de Van's Aircraft.

## Exposition
Le Sky Baby était exposé au EAA Aviation Museum (en) à Oshkosh, dans le Wisconsin, prêté par le National Air and Space Museum. Sky Baby est depuis retourné au Centre Steven F. Udvar-Hazy, annexe du National Air and Space Museum.

## Spécifications (SA-2A)

### Caractéristiques générales
- Équipage : 1
- Longueur : 3,00 m
- Envergure : 2,18 m
- Hauteur : 1,5 m
- Surface de l’aile : 3,39 m²
- Poids à vide : 205 kg
- Poids brut : 302 kg
- Capacité de carburant : 19 L
- Motorisation : 1 × Continental C85 (en) quatre cylindres, quatre temps, avec injection d’eau, 112 CV (84 kW)
- Hélices : 2 pales, en aluminium

### Performance
- Vitesse maximale : 354 km/h
- Vitesse de croisière : 266 km/h
- Vitesse de décrochage : 97 km/h